# Marienkrankenhaus Soest
| Marienkrankenhaus Soest gGmbH | Marienkrankenhaus Soest gGmbH  |
| ----------------------------- | ------------------------------ |
| Gründungsjahr                 | 1857                           |
| Mitarbeiter                   | 850                            |
| Fachabteilungen               | 10                             |
| Geschäftsführer               | Christian Larisch              |
| Pflegedirektor                | Martin Krampe                  |
| Ärztlicher Direktor           | Peter Lierz Msc                |
| Website                       | www.marienkrankenhaus-soest.de |

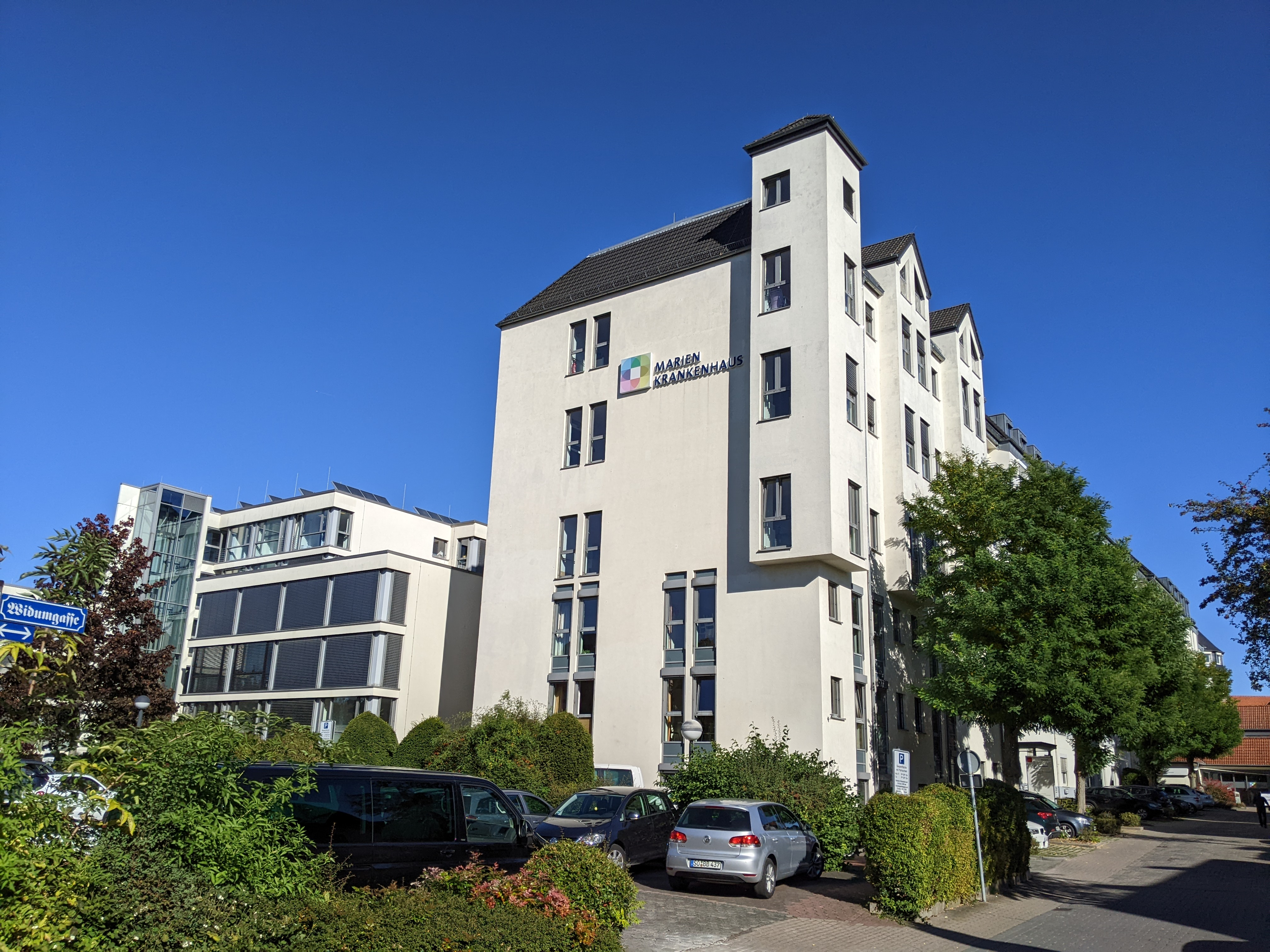
Marienkrankenhaus Soest, 2022

Das Marienkrankenhaus Soest wurde als Katholisches Krankenhaus im Jahr 1857 von der Soester Domgemeinde St. Patrokli gegründet. Es steht in der Tradition alter Krankenanstalten im Dienst der Kranken der Stadt Soest und ihrer Umgebung.

## Geschichte

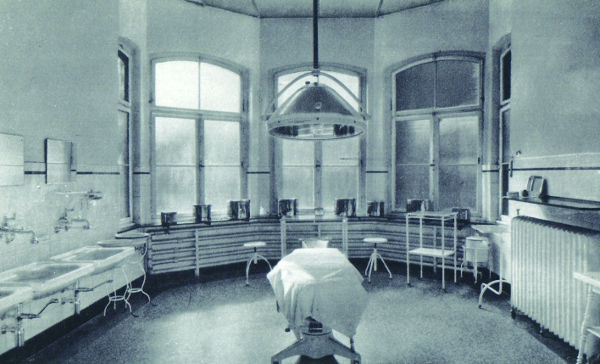
OP-Saal

Bauplan 1895

Der heutige Standort am nördlichen Rand der Altstadt wurde 1895 an der Widumgasse begründet. Schon zum Beginn des Krankenhausbetriebes pflegte das Krankenhaus eine enge Verbindung mit freiberuflichen Ärzten, die in der Anfangszeit die Medizinische Versorgung durchführten. Zum 1. Januar 1998 wurde die Trägerschaft in eine gemeinnützige GmbH überführt. Hauptgesellschafter war die Katholische Kirchengemeinde St. Patrokli in Soest, die CURA Beratungs- und Beteiligungsgesellschaft für Soziale Einrichtungen GmbH war Minderheitsgesellschafter.

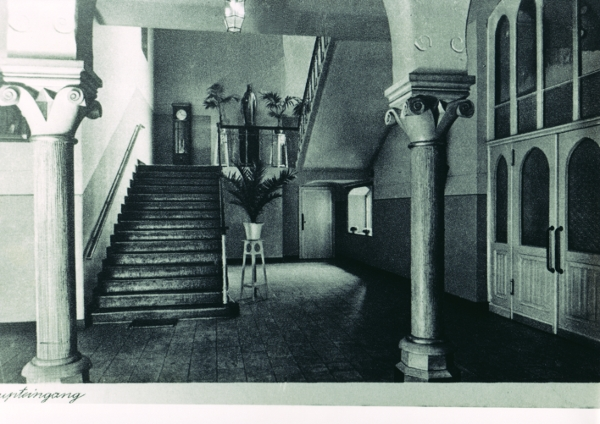
Haupteingang

Im Jahr 2004 beteiligte sich die Katholische Kirchengemeinde St. Pankratius Körbecke (Möhnesee) an der Trägergesellschaft. Seit diesem
Zeitpunkt ist der Träger des Krankenhauses auch Träger des St. Elisabeth Wohn- und Pflegeheimes in Möhnesee-Körbecke. Im März 2007 trat die Marienkrankenhaus gGmbH dem Katholischen Hospitalverbund Hellweg bei, der jetzt als Holdinggesellschaft für vier Krankenhäuser und zwei Pflegeheime zwischen Unna und Soest fungiert.

## Medizinische Versorgung
Allgemeine Innere Medizin/Kardiologie
Diabetologie
Gastroenterologie und Hepatologie
Pneumologie, Allergologie, Schlafmedizin und Internistische Onkologie
Orthopädie und Unfallchirurgie
Allgemein- und Viszeralchirurgie
Gefäß- und endovaskuläre Chirurgie
Thoraxchirurgie